# Лалолало
Лалолало (фр. Lac Lalolalo) — вулканическое кратерное озеро на юго-западе тихоокеанского острова Увеа (Уоллис), части заморской территории Франции Уоллис и Футуна. Самое большое озеро на Увеа, почти круглой формы, окружено джунглями, находится у шоссе №1 между прибрежными деревнями Малаэтоли и Ахоа. Северо-западнее находится небольшое озеро Лано.

## История
Лалолало играет важную роль в местной мифологии Уоллиса и Футуны и в исторических спорах по поводу территории. Упоминается в описании острова, сделанном священником Жозефом Энкелем. 
Во время погружений с аквалангом в озере были обнаружены американские боеприпасы времён Второй мировой войны различного калибра. 

## Описание
Озеро представляет собой почти идеальный круг с берегами в виде красных отвесных утёсов, спускающихся на 30 м к чернильным водам озера. Глубина озера, по разным источникам, может достигать 80 м. В окружающих джунглях обитают тропические птицы и летучие лисицы, которые регулярно летают над озером. В озере обитает популяция угрей.